# DD-WRT
Bei DD-WRT handelt es sich um eine quelloffene (GPL) Linux-Distribution, die auch proprietäre Anteile enthält. Sie wurde für Consumer-WLAN-Router und Access-Points der Unternehmen Asus, ALLNET, Belkin, Buffalo, Linksys, Netgear, Motorola, Siemens u. v. m. mit Atheros-, Broadcom- oder Ralink-Chipsatz entwickelt.
Ende 2006 wurde die Unterstützung für professionelle WLAN-Geräte ständig erweitert. Vornehmlich kommen die Geräte bei Wireless Internet Service Provider (WISP), Internetdienstanbieter (ISP) oder Campus WLANs zum Einsatz. Als Plattformen stehen x86, Intel IXP, Atheros MIPS, Infineon ADM MIPS und PowerPC zur Verfügung. Für einige Geräte muss man eine kostenpflichtige Lizenz im DD-WRT-Shop erwerben.
Während OpenWrt ganz klar die Basar-Entwicklungsmethode verfolgt, verfolgt DD-WRT die Kathedralen-Methode. Das mächtige Webinterface und die Tatsache, dass DD-WRT ein semi-kommerzielles Projekt ist, machen dies deutlich. Siehe dazu eine Übersicht der DD-WRT-Features unter Weblinks.

## Geschichte

### Versionsgeschichte
| Version                                                             | Veröffentlichung   | Revisionsnummer | Bemerkungen / Neuerungen           |
| ------------------------------------------------------------------- | ------------------ | --------------- | ---------------------------------- |
| v16                                                                 | 22. Januar 2005    |                 | Erste Version. Alchemy branch v16. |
| v22                                                                 | 25. Juli 2005      |                 | DD-WRT version 22.                 |
| v23                                                                 | 25. Dezember 2005  |                 |                                    |
| v23 SP1                                                             | 16. Mai 2006       |                 |                                    |
| v23 SP2                                                             | 14. September 2006 |                 |                                    |
| v24                                                                 | 18. Mai 2008       |                 |                                    |
| v24 SP1                                                             | 26. Juli 2008      | r10020          |                                    |
| v24 SP2 pre                                                         | 24. Juli 2013      | r22118          |                                    |
| v3.0                                                                | laufend            | trunk           |                                    |
| Alte VersionAktuelle VersionAktuelle VorabversionZukünftige Version |                    |                 |                                    |

### Entstehung und Entwicklung bis Version 23
Linksys verwendete für ihre Router modifizierten Quelltext des Linux-Kernels und anderer Software, die als frei verfügbarer Code unter der GNU General Public License (GPL) stehen. Gemäß dieser Lizenz muss der modifizierte Quellcode ebenfalls öffentlich zur Verfügung gestellt werden. Wie einige Entwickler im Juni 2003 feststellten, hatte Linksys jedoch den modifizierten Quellcode nicht der Allgemeinheit zur Verfügung gestellt. Sie appellierten an den Hersteller, die Quelltexte frei zugänglich zu machen. Durch die Veröffentlichung der Quelltexte im Oktober 2003 war es möglich, das Betriebssystem des Routers wiederum zu modifizieren und weiterzuentwickeln. Inzwischen gibt es mehrere unterschiedliche Fassungen (Abspaltungen) dieser Firmware von unterschiedlichen Entwicklern und mit unterschiedlichen Schwerpunkten, die zum Teil auch proprietär genutzt werden.
Neben DD-WRT basieren auch einige andere Projekte ursprünglich auf der inzwischen kommerziellen Alchemy-Firmware von Sveasoft. Alchemy basiert wiederum auf der Originalfirmware von Linksys. Sebastian Gottschall aka BrainSlayer und einige andere entwickelten sie weiter, fügten Funktionen hinzu und stabilisierten den Code. Bis zur Version v.22 aus dem Juli 2005 basierte DD-WRT noch auf der Alchemy-Firmware. Ab der im Dezember 2005 veröffentlichten v.23 wurde der Code stark weiterentwickelt. Dabei wurde unter anderem auf die Unterstützung des OpenWrt-Projekts zurückgegriffen (JFFS2 and Kernel support by OpenWRT Project).

### Entwicklung ab Version 24
Im Mai 2008 folgte die stabile Version 24. Im Juli 2008 erschien v24 SP1 und im Juli 2013 v24 SP2 pre. Seitdem erscheinen in regelmäßigen Abständen neue Beta-Versionen. Am 1. Februar 2017 hatte die Anzahl der Revisionen 31221 erreicht.

## Unterstützung durch kommerzielle Hersteller
Einige Unternehmen bieten unter anderem kommerziellen Support für DD-WRT in Kombination mit ihren Produkten an.
Buffalo Technology bietet seit 2010 seine WLAN-Router der High Power-Serie mit vorinstalliertem DD-WRT inklusive Support an.
Asus gestattet den Kunden seit 2011 DD-WRT auf ausgewählten Routern zu installieren und stellt entsprechenden kommerziellen Support zur Verfügung.